# 愛知県立一宮東特別支援学校
愛知県立一宮東特別支援学校（あいちけんりつ いちのみやひがしとくべつしえんがっこう）は、愛知県一宮市丹羽字中山にある公立特別支援学校。知的障害児を教育対象とする。

## 沿革
1982年（昭和57年）4月1日、愛知県立一宮東養護学校として開校。当初の生徒数は小学部14学級・98名、中学部8学級・56名などで173名。翌年度には高等部を設置。その後、生徒数は増え続けて2006年（平成18年）には400名を突破し、教室の不足などの問題が発生した。2012年（平成24年）には生徒数484名と公立の養護学校としては全国で2番目に生徒数が多い状態になったが、2014年（平成26年）4月にいなざわ特別支援学校が開校したことによって生徒数は若干減少している。
2013年に愛知県立学校条例が一部改正されて愛知県立の「養護学校」は「特別支援学校」に改められることになり、2014年4月1日に現在の名称に変更された。

## 校訓
- 『あかるく ゆたかに たくましく』

## 交通アクセス
- JR東海道本線 尾張一宮駅より、名鉄一宮駅バスターミナル3番乗り場より名鉄バス丹羽経由宮田本郷行き乗車し、「丹羽団地」バス停下車すぐ
- 名鉄名古屋本線 名鉄一宮駅より、名鉄一宮駅バスターミナル3番乗り場より名鉄バス丹羽経由宮田本郷行き乗車し、「丹羽団地」バス停下車すぐ
- 名鉄犬山線江南駅より、名鉄バス大山町経由名鉄一宮駅行き乗車し、「時之島南」バス停下車徒歩約15分